# Gare de Saanen
La gare de Saanen (parfois appelée Saanen BE) est une gare ferroviaire situé sur le territoire de la commune suisse de Saanen dans le canton de Berne.

## Situation ferroviaire
Établie à 1 010,1 mètres d'altitude, la gare de Saanen est située au point kilométrique 43,36 de la ligne de Montreux à Lenk im Simmental.
Elle est dotée de quatre voies et d'un quai.

## Histoire
La gare de Saanen a été mise en service en même temps que la section de la gare de Château-d'Oex à Gstaad de la ligne de Montreux à Lenk im Simmental le 20 décembre 1904,.
La voie de chargement du bétail a été étendue de 10 mètres en 1910 puis jusqu'à 50 mètres en 1924. En 1941, une voie d'évitement est construite au niveau de l'aérodrome de Saanen, au point kilométrique 42,5. La signalisation ferroviaire lumineuse est installée en 1946. La halle de marchandises est agrandie en 1953 et une fosse de nettoyage des trains est construite l'année suivante. Un portique de transbordement des marchandises est construit au-dessus des voies de la gare en 1957. Une nouvelle caténaire est installée en 1976 entre les gares de Rougemont et de Saanen. Ce renouvellement de la caténaire est suivi en 1985 par l'installation d'une nouvelle caténaire de système Furrer & Frey entre Saanen et Gstaad. Les caténaires et les voies sont entièrement rénovées en 1994.

## Service des voyageurs

### Accueil
Gare du MOB, elle est dotée d'un bâtiment voyageurs et est partiellement accessible aux personnes à mobilité réduite.

### Desserte
La gare de Saanen est desservie toutes les heures par un train du MOB reliant Montreux à Zweisimmen.

### Intermodalité
La gare de Saanen est desservie par la ligne d'autocars interurbains 180 exploitée par CarPostal et qui relie les Diablerets à la gare de Saanenmöser via Gstaad et Saanen.

## Projets
Le changement d'horaire de décembre 2020 a vu changer la desserte MOB sur la ligne de Montreux à Zweisimmen. La gare est désormais desservie toutes les heures par des trains Regio parcourant la ligne. L'étape suivante est la mise en service de trains panoramiques GoldenPass accélérés circulant dans un sillon horaire supplémentaire. La mise en service de ces trains a finalement été reportée à décembre 2022 en raison de retard dans la construction des bogies à écartement variables ainsi que par la baisse de la fréquentation touristique induite par la pandémie de Covid-19,.